# ビアチャ
ビアチャはボリビアの都市の一つで、ラパス県インガビ郡の中心都市。2001年の国勢調査によると人口は29,108人。2005年の推定人口は34,055人。ラパス市から22kmの所に位置し、舗装道路でラパス市と繋がっている。また、鉄道路線があるが、2000年末より運行を停止している。

## 気候
ビアチャはアルティプラーノにあり、一年のほとんどは寒冷で乾いている。12月から2月にかけて雨期となる。

## 経済
ビアチャにはいくつかの工場があり、最も有名なのはセメント工場 (SOBOCE)である。農業生産物としては、ジャガイモ類が挙げられる。